# Buio Pesto
I Buio Pesto sono un gruppo musicale italiano goliardico proveniente da Bogliasco (GE) che canta sia in dialetto genovese che in lingua italiana.
Hanno venduto ad oggi 240.000 copie, che diventano 320.000 conteggiando anche le compilation. Hanno tenuto 756 concerti e 242 esibizioni, per un totale di 998 esibizioni pubbliche. Il loro pubblico ammonta ad oggi a un totale di 1.420.000 spettatori. Hanno raccolto sino ad oggi 300.000 euro per beneficenza per il loro progetto benefico "Ambulanza Verde".

## Storia
La storia dei Buio Pesto inizia nel settembre del 1983 ad opera di Danilo Straulino, Davide Ageno ed Ettore Valle, anche se l'attività professionale è iniziata nel 1992 con l'incisione del primo album, Voglio una fidanzata, pubblicato dalla FMA-Discomagic.
Nel 1995 la carriera artistica dei Buio Pesto conosce una svolta importante con la decisione di cantare in lingua ligure. A giugno esce il loro primo disco in dialetto, Belinlandia, che va subito primo in classifica in Liguria. Grazie a questo successo i Buio Pesto firmano un contratto di distribuzione con Sony Music..
Il loro secondo disco, Cosmolandia, pubblicato nel 1998, contiene un brano inedito: Cosmolandia, cantato in coppia con Franco Malerba, il primo astronauta italiano a volare nello spazio per la NASA nel 1992 con lo Space Shuttle Atlantis. Il 19 dicembre 1999 lo Space Shuttle Discovery decolla da Cape Canaveral portando a bordo il CD Cosmolandia, grazie alla gentilezza di Claude Nicollier, collega di Malerba a bordo della missione del 1992, diventando così il primo disco europeo a volare nello spazio. Nello stesso anno tengono un concerto a New York per i "Liguri nel Mondo".
I Buio Pesto nel 2004 hanno anche prodotto e interpretato il film di fantascienza interamente girato e prodotto in Italia: InvaXön - Alieni in Liguria. In seguito al successo cinematografico e televisivo del film i Buio Pesto sono stati protagonisti della conseguente serie TV InvaXön - Alieni nello spazio, prodotta e trasmessa dal canale Jimmy su Sky nel 2007.
Nel 2005 il Comune di Genova ha consegnato ai Buio Pesto il disco d'oro alla carriera per aver superato le 50 000 copie di dischi venduti.
A ottobre 2008, anno della pubblicazione dell'album Liguria, è stato distribuito il loro secondo film intitolato Capitan Basilico. Il film è stato in concorso per il Premio David di Donatello 2009 e in seguito acquistato da Rai Cinema e trasmesso da Rai 2.
A dicembre 2011 è stato distribuito il loro terzo film, intitolato Capitan Basilico 2. Anche questo film è stato in concorso per il Premio David di Donatello 2011 e in seguito acquistato da Rai Cinema e trasmesso da Rai 2.
Nel 2012 i Buio Pesto hanno girato, in qualità di co-protagonisti, due film: 12 12 12, in uscita nei cinema il 17 ottobre 2013 distribuito da Mediterranea, e The President's Staff, prodotto da Rai Cinema per il mercato internazionale e girato in lingua inglese.
Il 25 ottobre 2014 i Buio Pesto vengono insigniti della Medaglia del Presidente della Repubblica per l'impegno sociale e per le canzoni sulla sicurezza.
Il 29 aprile 2015 esce in vendita il singolo digitale Io e te, estratto dall'album Buio Pesto, uscito nel 2010, che nel primo giorno di pubblicazione entra nella classifica di vendite dei singoli digitali in 25ª posizione, 15° degli italiani.

## Collaborazioni
I Buio Pesto hanno eseguito nei loro CD diversi duetti: Marco Masini, Povia, Mietta, Simone Cristicchi, Enrico Ruggeri, Elio e le Storie Tese, Bruno Lauzi, i Ricchi e Poveri oltre che quella del cantante e autore dialettale genovese folk Piero Parodi. Hanno collaborato inoltre con I Trilli, Pier Fortunato Zanfretta, Franco Malerba, Max Parodi, Sandro Giacobbe, Massimo Di Cataldo, Francesco Baccini, Piotta, Enrico Ruggeri, Mietta, Marco Masini, Giusy Ferreri, Antonio Maggio, Arisa.
Numerose le irriverenti cover e "rivisitazioni" in versione genovese di successi di vari artisti, non solo italiani, tra cui: Gangnam Style, 50 Special, Black or White, Don't Cry for Me Argentina, You spin me around (like a record), Macarena, My Heart Will Go On, My Sharona, Dragostea din tei, Vorrei avere il becco, Vorrei cantare come Biagio, Take on Me, Mistero, Bella vera fino all'Inno nazionale italiano.

## Formazione

### Formazione attuale
- Massimo Morini - voce e tastiera
- Nino Cancilla - voce e basso elettrico
- Simone Carabba - voce
- Rossella Pipitone - voce
- Cristina Mambilla - tastiera e cori
- Massimo Bosso - testi e produzione

### Ex componenti
- Alessandro Pagnucco - basso elettrico
- Andrea 'Pagen' Paglierini - voce
- Davide Ageno - chitarra e voce
- Danilo Straulino - batteria
- Maurizio Borzone - violino, tastiera, tromba, fisarmonica, bandrillon
- Federica Saba - voce
- Gianni Casella - voce
- Giorgia Vassallo - voce

### Band
- Luca Storace - chitarra
- Enrico Oliveri - batteria

### Ex Band
- Roberto Montefiori - cori
- Andrea Cancilla - cori
- Luca Dondero - tastiera
- Claudio Biggio - batteria
- Marco Fuliano - batteria

## Discografia

### Album in studio
- 1992 - Voglio una fidanzata
- 1995 -  Belinlandia
- 1998 - Cosmolandia
- 2001 - Colombo
- 2002 - Paganini
- 2004 - Basilico
- 2006 - Palanche
- 2008 - Liguria
- 2010 - Pesto
- 2012 - Zeneize
- 2014 - Buio Pesto
- 2016 - Liguri
- 2018 - Verde

### Raccolte
- 2001 - Zeneize
- 2022 - 25

## Videografia
- 2001 - Belin che video!
- 2002 - Buio Pesto al Teatro Carlo Felice
- 2005 - Buio Pesto

## Tour
- Belinlandia Tour - 1º luglio - 17 settembre 1995
- Mia un po' che tour - 22 giugno - 6 settembre 1996
- Basilico Tour - 17 giugno - 19 settembre 1997
- Cosmolandia Tour - 20 giugno - 15 settembre 1998
- E.T. Tour - 26 giugno - 20 settembre 1999
- Colombo Tour - 23 giugno - 23 settembre 2000
- Zeneize Tour - 23 giugno - 1º ottobre 2001
- Paganini Tour - 23 giugno - 7 ottobre 2002
- Belin che tour - 22 giugno - 3 ottobre 2003
- Basilico Tour - 25 giugno - 18 settembre 2004
- Rumenta Tour - 25 giugno - 17 settembre 2005
- Palanche Tour - 25 giugno - 15 settembre 2006
- O Ballo Tour - 25 giugno - 9 settembre 2007
- Liguria Tour - 21 giugno - 19 dicembre 2008
- A-A Reversa Tour - 22 giugno - 31 dicembre 2009
- Pesto Tour - 20 giugno - 31 dicembre 2010
- Formula Tour - 19 giugno - 10 settembre 2011
- Zeneize Tour - 17 giugno - 8 settembre 2012
- Zero Euro Tour - 16 giugno - 14 settembre 2013
- Buio Pesto Tour (10 20 30) - 29 giugno - 13 settembre 2014
- Ballon Tour - 21 giugno - 13 settembre 2015
- Liguri Tour - 26 giugno - 30 settembre 2016
- Anghezo Tour - 25 giugno - 30 settembre 2017
- Verde Tour - 1º luglio - 11 novembre 2018
- 25 Tour - 9 luglio - 1 ottobre 2022

## Filmografia
- InvaXön - Alieni in Liguria (2004)
- Capitan Basilico (2008)
- Femmine contro maschi (2011)
- Capitan Basilico 2 (2011)
- 12 12 12 (2013)
- The President's Staff (2013)

## Riconoscimenti
- 2005 - Disco d'Oro
  - Disco d'oro alla carriera
- 2014 - FIM Award
  - Premio Regione Liguria - Musica Ligure nel Mondo
- 2014 - Medaglia del Presidente della Repubblica
  - per l'impegno sociale e per le canzoni sulla sicurezza
- 2018 - Doppio Disco di Platino
  - Doppio Disco di Platino alla carriera